# 遠山曉
遠山 曉（とおやま あきら、1946年2月12日 - ）は、日本の経営学者。専門は情報経営論、経営情報システム論。オフィスオートメーション学会会長、日本情報経営学会会長、システム監査学会会長などを歴任。現在、中央大学名誉教授。

## 人物・経歴
長野県立科町生まれ。長野県上田高等学校卒業、中央大学商学部会計学科卒業、大学院商学研究科修士課程修了。1973年東洋大学研究助手、専任講師、助教授(1986年より情報科学研究教育センター研究室長)、1983年ノースキャロライナ大学・チャペルヒル（UNC-C）ビジネススクール客員研究員、1988年中央大学商学部助教授、1989年教授、1995年ノースキャロライナ大学・グリーンズボロ（UNC-G）経営経済大学院 併任・客員教授(Adjunct and Visiting Professor)、1998年 博士(経営学)学位取得(中央大学)、2001年中央大学大学院商学研究科委員長、2003年中央大学選任評議員、2010年中央大学副学長、2011年中央大学常任理事、2013年中央大学総長代行などを務めて、2016年より中央大学名誉教授。

## 著書
- 「現代 経営情報システムの研究」 (単著、日科技連出版社、1998年、第30回経営科学文献賞[日本経営出版会])
- 「競争優位のビジネスプロセス」（編著、中央経済社2003年）
- 「経営情報論」(村田・岸共著、有斐閣、2003年)
- 「ポストITストラテジー」(編著、日科技連出版社、2003年)
- 「グローバルな時代の経営革新」(林との共編著、中央大学出版局、2003年)
- 「ソーシングイノベーション」(編著、日科技連出版社、2003年)
- 「組織能力形成のダイナミックス」(編著、中央経済社、2007年)
- 「組織コンテクストの再構成」(編著、中央経済社、2007年)
- 「新版補訂 経営情報論」(村田・岸との共著、有斐閣、2015年
- 「現代経営情報論」(村田・古賀との共著、有斐閣、2022年)